# XVe congrès du Parti populaire
Le XVe congrès du Parti populaire (en espagnol : XV Congreso Nacional del Partido Popular) est un congrès du Parti populaire (PP) espagnol, organisé du 1er au 3 octobre 2004 à Madrid, afin d'élire le comité exécutif et d'adopter les motions politiques et les nouveaux statuts.
Mariano Rajoy est largement élu président du PP, succédant à José María Aznar, titulaire du poste depuis 1990, quelques mois après la défaite du parti aux élections générales.

## Contexte
Le 2 septembre 2003, sur proposition de José María Aznar, le comité directeur national désigne à la quasi-unanimité Mariano Rajoy comme successeur d'Aznar, l'élisant secrétaire général du Parti populaire et lui transférant l'intégralité des pouvoirs internes dévolus à la présidence du parti. Lors du XIVe congrès, en janvier 2002, José María Aznar avait effectivement confirmé son engagement, pris dans les années 1990, de ne pas être candidat à un troisième mandat à la présidence du gouvernement.
Lors des élections générales du 14 mars 2004, le Parti populaire est battu par le Parti socialiste de José Luis Rodríguez Zapatero et renvoyé dans l'opposition après huit ans au pouvoir.

## Comité d'organisation
Au cours de sa réunion du 21 juin 2004, le comité directeur national approuve la composition du comité d'organisation du congrès. Il est présidé conjointement par le député et ex-ministre de la Justice José María Michavila et le député Sebastián González, considérés comme proches d'Ángel Acebes, déjà annoncé comme futur secrétaire général.

## Candidat à la présidence
| Candidat | Candidat | Candidat               | Fonction politique récente |
| -------- | -------- | ---------------------- | --- |
|          |          | Mariano Rajoy (49 ans) | Secrétaire général du PP (depuis 2003) Député aux Cortes Generales (depuis 1989) Premier vice-président du gouvernement (2000-2003) |

Mariano Rajoy est l'unique candidat à la présidence du Parti populaire.

## Déroulement
Le congrès est convoqué les 1er, 2 et 3 octobre 2004.
Quatre motions sont débattues au cours du congrès, rédigées par autant de groupes de travail : 
- Motion statutaire, coordonnée par Gabriel Elorriaga et Ana Pastor ;
- Motion économique, coordonnée par Francisco Vañó et Rosa Estaràs ;
- Motion sociale, coordonnée par Ignacio González et María José García-Pelayo ;
- Motion de politique extérieure, coordonnée par Dolors Nadal et Pablo Matos.

La réforme des statuts est l'occasion de rendre plus complexe l'émergence d'une candidature alternative à celle soutenue par la direction en place : le nombre de parrainages nécessaire pour concourir à la présidence est relevé de 50 délégués à 20 % de ceux-ci, soit environ 600.

## Résultats
Le 2 octobre, Mariano Rajoy est élu président du PP : sa liste pour le comité exécutif national reçoit le soutien de 98,37 % des suffrages exprimés.

### Élection du comité exécutif national
| Candidat        | Candidat        | Voix  | %     |
| --------------- | --------------- | ----- | ----- |
|                 | Mariano Rajoy   | 2 479 | 98,37 |
|                 | Votes blancs    | 41    | 1,63  |
|                 |                 |       |       |
| Votes valides   | Votes valides   | 2 520 | 98,22 |
| Votes invalides | Votes invalides | 21    | 1,78  |
| Total           | Total           | 2 541 | 100   |

### Composition du comité exécutif
À la suite de sa victoire, Rajoy annonce le nom des membres qu'il a choisi pour entrer dans la direction nationale du parti, opérant une répartition des principales fonctions entre ses soutiens et les personnalités proches d'Ángel Acebes,,.
| Comité exécutif national                                               | Comité exécutif national   |
| ---------------------------------------------------------------------- | -------------------------- |
| Président fondateur                                                    | Manuel Fraga               |
| Président d'honneur                                                    | José María Aznar           |
| Président                                                              | Mariano Rajoy              |
| Secrétaire général                                                     | Ángel Acebes               |
| Secrétaire exécutif à l'Organisation                                   | Sebastián González         |
| Secrétaire exécutif à la Communication                                 | Gabriel Elorriaga          |
| Secrétaire exécutif à l'Économie et à l'Emploi                         | Miguel Arias Cañete        |
| Secrétaire exécutif à la Sécurité et à la Justice                      | Ignacio Astarloa           |
| Secrétaire exécutif à la Politique sociale                             | Ana Pastor                 |
| Secrétaire exécutif à la Politique des communautés autonomes et locale | Soraya Sáenz de Santamaría |
| Président du conseil de politique extérieure                           | Loyola de Palacio          |
| Président du comité électoral                                          | Javier Arenas              |
| Président du comité des droits et des garanties                        | Federico Trillo            |
| Membre                                                                 | Juan Carlos Aparicio       |
| Membre                                                                 | Rita Barberá               |
| Membre                                                                 | José Manuel Barreiro       |
| Membre                                                                 | Alicia Castro              |
| Membre                                                                 | Miguel Ángel Cortés        |
| Membre                                                                 | Juan Costa                 |
| Membre                                                                 | Rosa Estaràs               |
| Membre                                                                 | Angels Esteller (ca)       |
| Membre                                                                 | Gerardo Galeote (es)       |
| Membre                                                                 | Cuca Gamarra               |
| Membre                                                                 | María José García-Pelayo   |
| Membre                                                                 | Ignacio González           |
| Membre                                                                 | Álvaro Lapuerta (es)       |
| Membre                                                                 | Josefa Luzardo (es)        |
| Membre                                                                 | Teófila Martínez           |
| Membre                                                                 | Ana Mato                   |
| Membre                                                                 | Jaime Mayor Oreja          |
| Membre                                                                 | Lourdes Méndez             |
| Membre                                                                 | José María Michavila       |
| Membre                                                                 | Cristóbal Montoro          |
| Membre                                                                 | Dolors Nadal               |
| Membre                                                                 | Alberto Núñez Feijóo       |
| Membre                                                                 | Luisa Fernanda Rudi        |
| Membre                                                                 | Alberto Ruiz-Gallardón     |
| Membre                                                                 | María Jesús Ruiz (es)      |
| Membre                                                                 | María San Gil              |
| Membre                                                                 | Cristina Tavío (es)        |
| Membre                                                                 | Cristina Teniente (es)     |
| Membre                                                                 | Alejo Vidal-Quadras        |
| Membre                                                                 | Celia Villalobos           |
| Membre                                                                 | Juan Ignacio Zoido         |
| Membre                                                                 | Carlos Aragonés            |
| Membre                                                                 | María Dolores de Cospedal  |
| Membre                                                                 | Juan José Lucas            |
| Membre                                                                 | Elena Pisonero (es)        |
| Membre                                                                 | Elvira Rodríguez           |